# (32124) 2000 LH11
2000 LH11 (asteroide 32124) é um asteroide da cintura principal. Possui uma excentricidade de 0.04825030 e uma inclinação de 21.46734º.
Este asteroide foi descoberto no dia 4 de junho de 2000 por LINEAR em Socorro.